# بيل توبين (لاعب كرة قدم أمريكية)
بيل توبين (بالإنجليزية: Bill Tobin)‏ هو لاعب كرة قدم أمريكية أمريكي، ولد في 16 فبراير 1941 في بورلينغتون جنكشن في الولايات المتحدة.

## وصلات خارجية
- بيل توبين على موقع مرجع كرة القدم المحترفة.كوم (الإنجليزية)
- بيل توبين على موقع قاعة ميسوري للمشاهير الرياضية (الإنجليزية)